# Haymo av Faversham
Haymo av Faversham, född i Faversham i England, död 1244 i Anagni, var en engelsk franciskan och filosof. Han fick epitetet Inter Aristotelicos Aristotelicissimus – "den mest aristoteliske bland aristotelikerna". Haymo var ordensgeneral för Franciskanorden från 1240 till sin död.